# Monte Lachesos
Il monte Lachesos è un rilievo montuoso di 546 metri situato in territorio di Mores, nella Sardegna settentrionale, da cui dista circa due chilometri.
È interessato dalla presenza di alcuni siti archeologici ascrivibili al 3000 a.C. circa, tra cui le domus de janas di S'Istampa 'e Santu Marcu, S'Istampa 'e Sas Fadas, e S'Istampa 'e Sa Campana; fino alla metà del Settecento alle sue falde era presente il villaggio medievale di Lachesos di cui resta soltanto la chiesa di Santa Lucia, un tempo intitolata a San Leonardo, che si ritiene fosse la parrocchiale, mentre sulla sommità si trova una colonna romana.
È inoltre presente un'importante postazione dell'apparato antincendi boschivi della regione Sardegna, attiva nel periodo giugno-ottobre.